# Optimisme

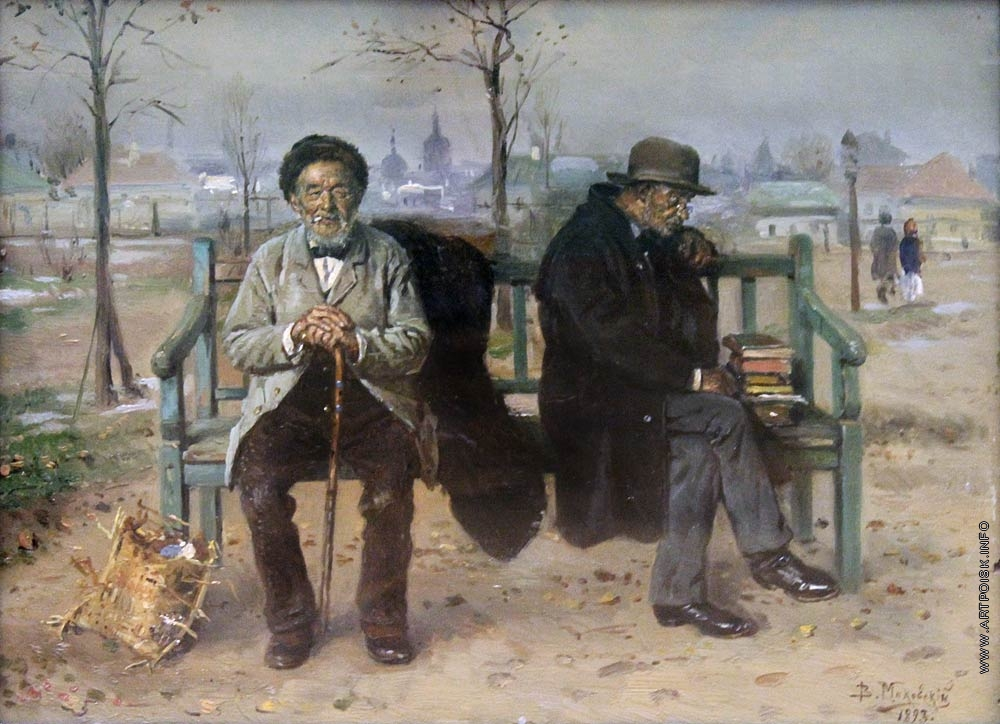
Un optimista i un pessimista, quadre del pintor Vladimir Makovsky, 1893

El smiley o cara somrient és un dels símbols d'actitud positiva més coneguts.

Optimisme és una doctrina o convicció segons la qual el món és el millor dels possibles, és disposat de la millor manera possible dins el que permet l'ésser finit.
El terme optimisme sorgix del llatí optimus: 'el millor'. El terme va ser usat per primera vegada per a referir-se a la doctrina sostinguda pel filòsof alemany Gottfried Wilhelm Leibniz (16146-1716) en la seua obra Assajos de Teodicea sobre la bondat de Déu, la llibertat de l'home i l'origen del mal (Amsterdam, 1710), segons la qual el món en què vivim és el millor dels mons possibles.
Comunament, es creu que Voltaire va ser el primer a usar la paraula el 1759, com a subtítol del seu conte filosòfic Càndid, on Voltaire, amb la figura de Pangloss, tutor del jove Càndid, caricaturitza l'optimisme i s'oposa al bonisme optimista de Gottfried Wilhelm Leibniz (1646-1716), que pretenia que vivim en el «millor món dels mons possibles» perquè Déu, per la seva bondat i omnipotència no n'hauria pogut crear un de dolent.

## Concepte
El pensament positiu, defensat per autors americans com Louise L.Hay, considerada una de les figures més representatives del moviment del Nou Pensament i una precursora dels llibres d'autoajuda com també Norman Vincent Peale, creuen que el fet d'interioritzar i repetir que la vida va millor cada dia en tots els aspectes permet creure-hi. Aquest optimisme exagerat dels precursors del pensament positiu acaba topant amb la realitat tard o d'hora. D'altra banda, la proposta de la psicologia cognitiva es basa en un realisme més pragmàtic, tenint en compte que tot i haver-hi aspectes negatius en la vida personal, la visió no ha de ser desastrosa, s'evita dramatitzar les adversitats. Els efectes de l'optimisme exagerat sobre les decisions tenen els seus pros i contres, però, com destaca Martin Seligman el principal benefici de l'optimisme és que resisteix els contratemps o imprevistos, augmentant la capacitat de resistència i reforça la mateixa imatge. L'estil optimista, segons aquest autor, implica creure en els èxits i assumir de forma més positiva els possibles fracassos. Els errors o adversitats per les persones optimistes són acceptats com a part de l'aprenentatge, o com un problema transitori, en tant que per un pessimista la culpa els arriba a angoixar i bloquejar. Tot i que varien els graus, diversos estudis indiquen que l'actitud optimista és heretada, com a part d'una disposició general al benestar, amb una visió més positiva. El processament selectiu d'informació emocional positiva, per exemple, s'associa amb una major sociabilitat i benestar, mentre que un biaix pel material negatiu s'associa amb el neurosisme i l'ansietat. S'ha detectat que la variació al·lèlica a la regió promotora del gen transportador de serotonina (5-HTTLPR) s'associa amb biaixos diferencials per a imatges afectives positives i negatives, un neurotransmissor que regula l'estat d'ànim. Evidentment, la genètica és només una part determinant en el comportament i l'entorn i aprenentatge tenen un impacte destacable sobre el nivell d'optimisme. L'optimisme pot aportar beneficis, per la diferent forma com els optimistes i els pessimistes fan front als problemes.

### Crítiques a la ideologia de la felicitat
La periodista, assagista i activista social Barbara Ehrenreich ha alertat amb les seves publicacions i llibres com Bright-Sided. How the relentless promotion of positive thinking has undermined America les conseqüències negatives del fet de fer a les persones responsables úniques de sentir-se bé, així com dels beneficis que s'emporten els promotors de l'anomenada indústria de la felicitat, provinent bàsicament dels Estats Units d'Amèrica. El principal perill de la ideologia de la felicitat és el bandejament de les condicions socioeconòmiques de la societat, de caràcter estructural, i de l'impacte que tenen sobre el teòric benestar de les persones.

### Biaix optimista
Els humans generalment mostren un biaix futur generalitzat a favor de l'optimisme. Sobreestimen la probabilitat d'èxit en el treball, les relacions i les inversions financeres. De la mateixa manera, subestimem la probabilitat d'experiències negatives. Es tracta d'un biaix cognitiu comú a la majoria dels éssers humans, el biaix optimista, comú i que ultrapassa el gènere, la nacionalitat i l'edat i constantment demostrat i generalitzat en experiments psicològics. L'excés d'optimisme és el resultat d'una il·lusió fàcil creada. La visualització d'un futur sense complicacions, representa centrar-se en una simplificació amb un punt final positiu per sobre de la infinitat dels resultats possibles. La fal·làcia de la planificació és una de les possibles manifestacions del biaix optimista. L'execució d'un pla és quelcom específic a l'hora de predir el resultat d'un projecte, en tant que l'alternativa al fracàs resulta difusa. Per aquesta raó els inversors tendeixen a sobreestimar les seves possibilitats.